# Alchemilla sedelmeyeriana
Alchemilla sedelmeyeriana är en rosväxtart som beskrevs av Sergei Vasilievich Juzepczuk. Alchemilla sedelmeyeriana ingår i släktet daggkåpor, och familjen rosväxter. Inga underarter finns listade i Catalogue of Life.